# Tamisha Williams
Tamisha Janelle Williams (* 29. November 1982) ist eine Badmintonspielerin aus Barbados. 

## Karriere
Tamisha Williams gewann bei den Carebaco-Meisterschaften 2011, 2012 und 2013 jeweils Bronze. 2014 gewann sie dort Gold im Damendoppel und Silber im Dameneinzel. Bei den nationalen Titelkämpfen siegte sie 2013 im Damendoppel mit Monyata Amanda Ang Riviera.